# Privilège de la beauté
Pour les articles homonymes, voir Beauté.
Le privilège de la beauté est un concept qui définit le fait que l'on attribue plus de qualités sociales ou intellectuelles, d’opportunités, d'indulgence et d'affection à des personnes considérées comme attirantes plutôt qu'à celles qui ne le sont pas. Ces avantages sont perçus comme non mérités car liés de façon directe à la beauté.

## Manifestations
Ce privilège se manifeste dans de nombreux aspects de la société :
- Selon une étude, les personnes considérées comme attirantes sont payées 10 à 15 % plus que celles d'une beauté moyenne[2]. Cette différence de salaire est notée aussi chez les PDG[3].
- Il est possible que les personnes considérées comme laides soient moins heureuses que les personnes qui ne le sont pas[4]. Elles souffriraient également plus de dépression[5].
- Les peines de prison des personnes considérées comme laides sont en moyenne 20 % plus lourdes que chez le reste de la population. Des différences ont été notées en fonction de la nature de la faute : les cambriolages ont conduit à une peine 24 % plus lourde tandis que pour les crimes graves (meurtre et viol) l'écart se resserre, mais reste de 10 %[6].
- Les bébés considérés comme laids pourraient recevoir moins d'amour et d'affection, notamment par leur mère[7].
- Les personnes considérées comme attirantes sont perçues comme plus intelligentes[8].
- Les personnes considérées comme attrayantes sont perçues comme plus dignes de confiance[9].

## Sources et références
1. ↑  (en-US) « Urban Dictionary: pretty privilege », sur Urban Dictionary (consulté le 18 janvier 2021).
2. ↑  (en) Markus M. MobiusHarvard University and NBERTanya S. Rosenblat†Wesleyan University, Why Beauty Matters, Harvard, 2 juin 2005, 26 p. (lire en ligne), p. 2.
3. ↑  (en) Jung Yeun Kim, Linna Shi et Nan Zhou, « CEO Pulchronomics and Appearance Discrimination », Asian Review of Accounting, Social Science Research Network, no ID 2822318,‎ 3 juillet 2016 (lire en ligne, consulté le 18 janvier 2021).
4. ↑  (en-US) Brad Tuttle, « Why Are Beautiful People Happier? Mainly Because Good Looks Help Them Get Rich », Time,‎ 30 mars 2011 (ISSN 0040-781X, lire en ligne, consulté le 18 janvier 2021).
5. ↑  (en) Nabanita Datta Gupta, Nancy L. Etcoff et Mads M. Jaeger, « Beauty in Mind: The Effects of Physical Attractiveness on Psychological Well-Being and Distress », Journal of Happiness Studies, vol. 17, no 3,‎ 1er juin 2016, p. 1313–1325 (ISSN 1573-7780, DOI 10.1007/s10902-015-9644-6, lire en ligne, consulté le 18 janvier 2021).
6. ↑  (en) 13 May 2003 Reuters Tuesday, « Lighter sentences for good-looking criminals », sur www.abc.net.au, 13 mai 2003 (consulté le 18 janvier 2021).
7. ↑  (en-US) Jeffrey Kluger, « Breaking News, Analysis, Politics, Blogs, News Photos, Video, Tech Reviews », Time,‎ 24 juin 2009 (ISSN 0040-781X, lire en ligne, consulté le 18 janvier 2021).
8. ↑  (en) Leslie A. Zebrowitz, Judith A. Hall, Nora A. Murphy et Gillian Rhodes, « Looking Smart and Looking Good: Facial Cues to Intelligence and their Origins », Personality and Social Psychology Bulletin, vol. 28, no 2,‎ 1er février 2002, p. 238–249 (ISSN 0146-1672, DOI 10.1177/0146167202282009, lire en ligne, consulté le 18 janvier 2021).
9. ↑  (en) Rick K. Wilson et Catherine C. Eckel, « Judging a Book by Its Cover: Beauty and Expectations in the Trust Game », Political Research Quarterly, vol. 59, no 2,‎ 2006, p. 189–202 (ISSN 1065-9129, lire en ligne, consulté le 18 janvier 2021).